# Shiho Onodera
Shiho Onodera (小野寺 志保 Onodera Shiho?), född 18 november 1973, är en japansk tidigare fotbollsspelare.
Shiho Onodera debuterade för japans landslag den 22 september 1995 i en 1–0-vinst över Sydkorea. Hon spelade 23 landskamper för det japanska landslaget. Hon deltog bland annat i fotbolls-VM 1995, fotbolls-VM 1999, fotbolls-VM 2003, OS 1996 och OS 2004.